# Furry
Furry er en subkultur, som generelt interesserer sig for antropomorfisme og dyre-lignende figurer, som er tillagt menneskelige egenskaber. Fænomenet startede, ifølge fandom historiker Fred Patten, ved en science-fiction konvention i 80'erne.